# Skalica (Karkonosze)
Skalica (niem. Hohenstein, Hohenzollernstein) – skałka granitowa w Sudetach Zachodnich, w Karkonoszach.
Skalica położona jest w południowo-zachodniej Polsce, w Sudetach Zachodnich, w północno-wschodniej części Karkonoszy, w północno-wschodniej części Śląskiego Grzbietu, pod wierzchołkiem Czarnej Góry. Zachowany ślad po niemieckiej tablicy pamiątkowej, na której widniał niegdyś napis Hohenzollernstein. 2. VIII. 1892. RGV.